# Cartografía participativa
La cartografía participativa es un proceso de levantamiento de mapas que trata de hacer visible la asociación entre la tierra y las comunidades locales empleando el lenguaje, comprendido y reconocido comúnmente, de la cartografía.

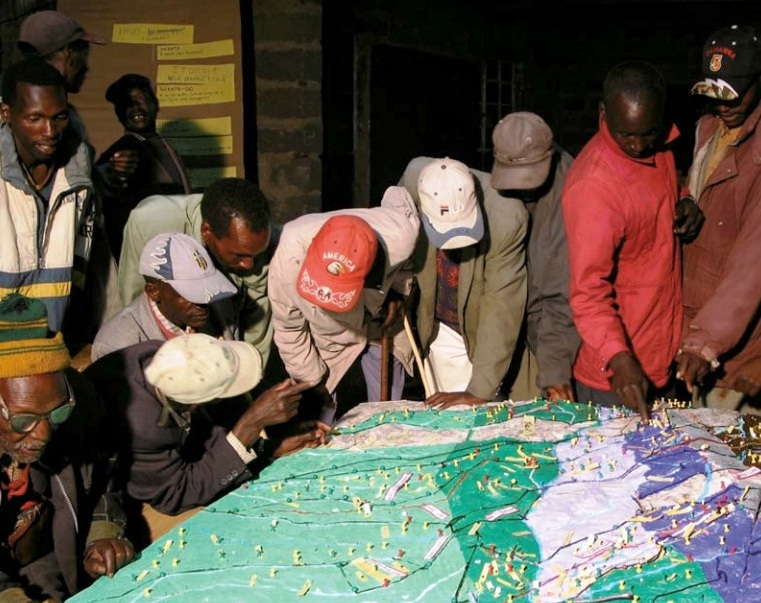
la tribu Ogiek dibujando sus tierras tradicionales en una maqueta de cartón en Nessuit, Kenia.

La Cartografía Participativa es muy antigua, remonta sus orígenes a los antiguos viajeros, geógrafos y exploradores que se guiaban del conocimiento y los consejos de la población autóctona, para elaborar mapas topográficos y rutas de navegación.
De este contexto viene el concepto de cartografía participativa, una herramienta que combina el conocimiento local con información y tecnología geográfica para crear más entendimiento de las relaciones entre los humanos y el medio ambiente. La característica más distintiva de esta metodología es la participación directa de la gente local en todo el proceso cartográfico – en las fases de planificación, diseño y el un producto final que reflejará la experiencia colectiva del grupo que lo haya producido.
De todos los métodos de desarrollo participativos que se han adoptado, adaptado y aplicado en un contexto de desarrollo
es la cartografía participativa el que más se ha difundido. Está aumentando rápidamente en el mundo la cantidad de iniciativas de cartografía participativa, que a menudo se mencionan utilizando diferentes términos, como
cartografía participativa, cartografía indígena, contracartografía y cartografía comunitaria.
Aunque existen diferencias entre las iniciativas en lo relativo a los métodos, aplicaciones y usuarios, el tema que las vincula
a todas es que el proceso de levantamiento de mapas lo lleva a cabo un grupo de personas no especialistas que se asocian entre sí por un interés que todas ellas comparten. En aras de la sencillez, en el presente informe se denominará genéricamente cartografía participativa a esos diferentes tipos de cartografía.